# رایانه میزبان سنگر
یک رایانه میزبان سنگر (به انگلیسی: Bastion host)، رایانه‌ای با هدف خاص در شبکه‌ است که مشخصا برای مقاومت در برابر  حملات طراحی و پیکربندی شده‌است. این رایانه عموماً تنها یک برنامه کاربردی را میزبانی می‌کند. به عنوان مثال کارگزار پروکسی و تمام سرویس‌های دیگر حذف یا محدود می‌شوند تا تهدیدات به رایانه کاهش یابند. تهدید و حمله به رایانه در این روش اصولاً سخت شده‌است به علت هدف و محل قرار گیریش که خارج دیواره آتش است و معمولاً دسترسی از شبکه‌ها و رایانه‌های نا مطمئن را شامل می‌شود.

## تاریخچه
این عبارت به‌طور کلی منسوب به Marcus j.ranum در یک مقاله‌است که در مورد دیوارهای آتش بحث می‌کند. در این مقاله او رایانه میزبان سنگر را به صورت زیر تعریف می‌کند:
سیستمی که توسط مسئول دیواره اتش به عنوان یک نقطه بحرانی در امنیت شبکه شناسایی شده‌است. به‌طور کلی رایانه‌های میزبان سنگر درجاتی از توجهات اضافی به امنیت نشان خواهند داشت. ممکن است متحمل بازبینی‌های مکرر شوند و ممکن است نرم‌افزارهای اصلاح شده داشته باشند.

## تعریف
یک رایانه میزبان شبکه رایانه‌ای است که کاملاً در منطقه غیر نظامی معرض حمله قرار دارد (در یرابر حمله بی‌پناه باشد)
سیتم در سمت عمومی محدوده غیرنظامی قرار دارد و بدون حمایت یک دیواره آتش یا یک مسیر یاب فیلترکننده (filtering router)
خیلی از اوقات نقش این سیستم‌ها برای سیستم امنیت شبکه بسیار حساس و حیاتی است به‌طور قطع دیواره‌های آتش و مسیریاب‌ها می‌توانند به عنوان رایانه میزبان سنگر تلقی شوند. به علت در معرض دید قرار گرفتن آن‌ها تلاش زیادی برای طراحی و پیکر بندی رایانه‌های میزبان سنگر باید انجام شود تا شانس نفوذ کمینه شود. سایر انواع رایانه‌های میزبان  سنگر شامل:
وب، پست الکترونیکی، DNS و سرورهای FTP می‌شود.

## پیکربندی
دو نوع پیکربندی شبکه رایج وجود دارد که شامل رایانه میزبان سنگر و گمارش آن می‌شود.
1. اولی به دو دیواره آتش احتیاج دارد، با رایانه میزبان سنگری که بین دیوارهٔ آتش "خارج از دنیای اولی و یک دیوارهٔ آتش داخلی در داخل محدوده غیر نظامی قرار می‌گیرد. سایر شبکه‌های کوچکتر از دیواره‌های آتش چندگانه ندارند. بنابراین اگر یک دیواره آتش وجود داشته باشد در شبکه رایانه‌های میزبان سنگر معمولاً در خارج دیواره آتش قرار می‌گیرند.

رایانه‌های میزبان شبکه مربوط به میزبان‌های چندگانه در حالیکه یک میزبان دو خانه‌ای که معمولاً شامل یک دیوارهٔ آتش می‌باشد همچنین  برای میزبانی از سرویس‌های دیگر نیز استفاده می‌شود.

## مثالها
مثالهایی از سیستمهای رایانه میزبان سنگر:
- Deep-secure Bastion
- DNS (Domain Name System) server
- Email server
- FTP (File Transfer Protocol) server
- Honeypot
- Proxy server
- VPN (Virtual Private Network) server
- Web server

## بهترین راه‌حل‌ها
به این دلیل که رایانه‌های میزبان سنگر در برابر حمله آسب پذیر هستند، بر حسب درجه نیاز به دسترسی به دنیای خارج، برای استفاده مفید از آنها چندین راهکار پیشنهاد می‌شود:
- غیر فعال یا حذف کردن هر سرویسی که در رایانه میزبان مورد نیاز نیست
- غیر فعال یا حذف کردن هر حساب کاربرب که مورد نیاز نیست
- غیر فعال یا حذف کردن هر پروتکل شبکه که مورد نیاز نیست
- پیکربندی و قایع نگاری و بررسی ثبت وقایع برای حملات احتمالی
- اجرای یک سیستم رد یابی نفوذ در رایانه میزبان
- بروز رسانی سیستم عامل با آخرین آپدیت‌های امنیتی
- قفل کردن حسابهای کاربری تا حد امکان مخصوصا حسابهای ریشه یا رییس
- بستن تمامی پورتهایی که مورد نیاز یا استفاده نیستن
- استفاده از رمز گذاری برای ثبت وقایع در رایانه سرور